# 576国道
576国道，又称北屯 - 石河子公路，是中华人民共和国的一条国道，位于新疆维吾尔自治区境内，起点位于北屯市，终点位于石河子市，全长530公里。

## 途经地区
| 地区名                   | 里程 |
| ------------------------ | ---- |
| 新疆维吾尔自治区北屯市   | 0    |
| 新疆维吾尔自治区石河子市 | 530  |